# Светски културни фестивал
Светски културни фестивал је глобална серија догађаја коју организује Фондација „Уметност живљења“.

## Историја
Фондација „Уметност живљења“ је први фестивал организовала 2006. године у Бангалору. Међутим, догађај је добио мало медијске пажње у поређењу са фестивалима из 2011. и 2016. године.
У јулу 2011. године, фестивал је организован на Олимпијском стадиону у Берлину. Процењено је да је присуствовало 60.000 људи.
Фестивал је 2016. године одржан на поплавним равницама реке Јамуне у Њу Делхију од 11. до 13. марта. Организовао га је Шри Шри Рави Шанкар како би прославио 35 година рада Фондације „Уметност живљења“. Процењено је да је фестивал посетило око 3,5 милиона људи и 37.000 уметника током 3 дана. Представе су одржане на бини висине 30,7 метара и ширине 367,7 метара. Око 1.700 службеника је било распоређено за управљање саобраћајем током фестивала, а око 300 је било у приправности за остале догађаје (посебно венчања) који су се одржавали током фестивала.
Фестивалом је 2016. године председавао судија Рамеш Чандра Лахоти. Др Бутрос Бутрос-Гали из Уједињених нација такође је био наведен као копредседавајући догађаја, али је преминуо пре догађаја. Међу осталим члановима одбора били су бивши холандски премијер Руд Луберс; Ненси Пелоси, Кетрин Кларк и Ед Витфилд из Конгреса Сједињених Држава; и бивши литвански председник Витаутас Ландсбергис.
Након фестивала из 2016. године, аустралијски премијер Малколм Тернбул позвао је Фондацију „Уметност живљења“ у Аустралију на следећи Светски фестивал културе.
У марту 2023. године, фондација је најавила да ће се њихов следећи догађај одржати у Вашингтону од 29. септембра до 1. октобра 2023. године.
До 29. септембра 2023. године, више од 600.000 људи се регистровало да присуствује барем једном дану догађаја. Светски културни фестивал 2023. представио је 17.000 извођача из више од 100 земаља и интервјуе са значајним водећим личностима из различитих области, укључујући бившег генералног секретара УН Бан Кимуна. Још један значајан гост на фестивалу из 2023. био је бивши словеначки премијер Алојз Петерле, који је свирао хармонику. Рабин Шарон Коен, председник Хебрејског колеџа, обратио се присутнима на догађају који се поклопио са другим даном јеврејског фестивала Сукот. Бивши председник Туниса Монсеф Марзуки присуствовао је догађају и одржао говор. Конзервативни британски политичар Роберт Бакленд такође је одржао говор током догађаја. Током другог дана догађаја, украјинска група, састављена од стотину уметника, извела је Гопак, украјински фолклорни плес. Пет бугарских фолклорних плесних група, које броје више од двеста играча, наступило је на догађају. Друге значајне личности које су присуствовале фестивала 2023. године укључују: Вивека Муртија, Мјуриел Баузер, председника Маурицијуса Притвирајсинга Рупуна, С. Џајшанкара, Рижарда Чарнецког, Рам Ната Ковинда и Тима Дрејпера.

## Локалне критике
Фестивал у Индији је критикован у индијским медијима због еколошких разлога. Фондација је била укључена у правну битку са Националним зеленим трибуналом, који је дозволио одржавање фестивала након уплате депозита од 590.000 долара  како би се надокнадила евентуална штета. Фондација „Уметност живљења“ довела је у питање налазе трибунала и поднела је жалбу Врховном суду Индије. На крају је утврђено да је целокупно подручје где се догађај одржао успешно очишћено без икакве штете и предато надлежним властима.